# Strathmill
Strathmill je skotská palírna společnosti United Distillers & Vintners nacházející se v centru města Keith v hrabství Banffshire, jež vyrábí skotskou sladovou whisky.

## Historie
Palírna byla založena v roce 1891 a produkuje čistou sladovou whisky. Tato palírna se původně jmenovala Glenisla. Leží na kraji města Keith a je velkým lákadlem pro turisty, jelikož má krásný dubový exteriér. Produkuje whisky značky Strathmill, což je dvanáctiletá whisky s obsahem alkoholu 43 %. Část produkce se používá do míchaných whisek Old Master, Gentleman's Speyside. Tato whisky má sladkou ořechovitou příchuť.